# Tenedos venezolanus
Tenedos venezolanus là một loài nhện trong họ Zodariidae.
Loài này thuộc chi Tenedos. Tenedos venezolanus được Rudy Jocqué & Léon Baert miêu tả năm 2002.